# Vanwykia rubella
Vanwykia rubella är en tvåhjärtbladig växtart som beskrevs av R.M. Polhill & D. Wiens. Vanwykia rubella ingår i släktet Vanwykia och familjen Loranthaceae. Inga underarter finns listade i Catalogue of Life.